# Martin I av Sicilien
Martin I av Sicilien, född 1375, död 1409, var en monark (kung) av Sicilien från 1390 till 1409. Han blev Siciliens monark genom äktenskap med Maria av Sicilien.
Han efterträddes av sin far, Martin I av Aragonien.